# Jamaica-179th Street
Jamaica-179th Street è una stazione della metropolitana di New York situata sulla linea IND Queens Boulevard. Nel 2019 è stata utilizzata da 6 262 449 passeggeri. È servita dalla linea F, attiva 24 ore su 24. Durante le ore di punta fermano occasionalmente alcune corse della linea E.

## Storia
La stazione fu aperta l'11 dicembre 1950. Venne ristrutturata negli anni 1980 e poi nuovamente negli anni 2000.

## Strutture e impianti
La stazione è sotterranea, ha due banchine ad isola e quattro binari. È posta al di sotto di Hillside Avenue e possiede un totale di 15 ingressi, distribuiti agli incroci con 178th Street, 179th Street, 179th Place, 180th Street e Midland Parkway. Un ascensore all'incrocio con 179th Place rende la stazione accessibile alle persone con disabilità motoria.

## Interscambi
La stazione è servita da alcune autolinee gestite da MTA Bus e NYCT Bus.
- Fermata autobus